# استقلال البلديات الذاتي التحرري

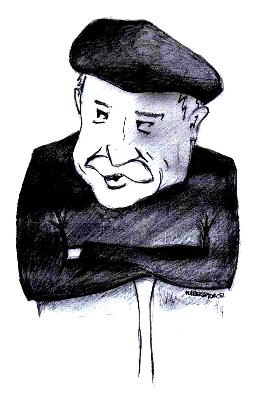

استقلال البلديات الذاتي التحرري هو برنامج سياسي وضعه واضع النظريات الاشتراكي التحرري موراي بوكتشن، بهدف إنشاء جمعيات للمواطنين الديمقراطيين في المدن والأحياء الحضرية. وتندمج الجمعيات في تلك البلديات الحرة مع بعضها البعض لتحل محل الدولة في وجود كنفدرالية ديمقراطية مباشرة.
لقد أصبح بوكتشن أحد المدافعين عن الديمقراطية المباشرة أو ديمقراطية الجمعيات في فترة خمسينيات القرن العشرين، حيث استلهمته الكتابات التي تدور حول المدينة الأثينية القديمة بقلم همفري ديفي فيندلي كيتو وألفريد ايكهارد زيمرن. بالنسبة لمفهوم الكنفدرالية، فقد تأثر بوكتشن بالمفكرين الأناركيين في القرن التاسع عشر. وفي نفس الوقت، ربط بين مبدأ استقلال البلديات الذاتي التحرري وبين الرؤية الطوباوية لتحقيق اللامركزية في المدن لينتج عنها مجتمعات بيئية صغيرة على مستوى البشر، وكذلك بين فكرة الثورة الحضرية.
يعتمد برنامج استقلال البلديات الذاتي التحرري على إستراتيجية القوة المزدوجة لخلق حالة معينة لا تستطيع معها أن تتعايش القوتان -الكنفدراليات البلدية والدولة القومية—معًا.
يعرض كتاب صعود التحضر وتراجع المواطنة  (1986) بقلم بوكتشن نظرة عامة حول الصراع التاريخي القائم بين المدينة والدولة القومية، والذي يعرض من خلاله كذلك برنامجه الخاص باستقلال البلديات الذاتي. في برلينغتون، فيرمونت، حاول بوكتشن وضع هذه الأفكار قيد الممارسة العملية من خلال العمل مع حزب الخضر بشمال فيرمونت، ومجلس فيرمونت للديمقراطية، وحزب الخضر برلينغتون، معتزلًا السياسة في عام 1990. ولقد تم تلخيص أفكاره بإيجاز في كتابي إعادة صنع المجتمع (1989) وقارئ موراي بوكتشن (1997).
في حين وضع بوكتشن برنامج استقلال البلديات الذاتي التحرري في إطار مبدأ اللاسلطوية السياسية، ففي أواخر تسعينيات القرن العشرين، تخلى عن مبدأ اللاسلطوية وفي مقالته الأخيرة بعنوانالمشروع الطائفي (2003)، حدد بوكتشن مفهوم استقلال البلديات الذاتي التحرري بوصفه العنصر الرئيسي لمبدأ الطائفية. ويعتقد الطائفيون أن استقلال البلديات الذاتي التحرري يمثل الوسيلة التي يمكن من خلالها إقامة مجتمع عقلاني وبنية لهذا المجتمع على حد سواء.
وفي سياق متصل، أنشأ المؤرخ والفيلسوف السويسري أدولف جاسر برنامجًا آخرَ يمكن أن تقوم المجتمعات المستقلة من خلاله بتكوين كنفدرالية. وأدت أعماله إلى ابتكار مقترح بديل للمجتمع الأوروبي - يُسمى بـ مجلس البلديات والأقاليم الأوروبية - والذي شارك جاسر في تأسيسه عام 1951. ولا يزال هذا المجلس موجودًا حتى اليوم، ولكن بسلطات محدودة حيث أصبح النموذج الأوروبي المركزي المؤسسة الأوروبية التي تتمتع بالسلطة الحقيقية.